# باشگاه فوتبال تراکتورسازی تبریز در فصل ۹۰–۱۳۸۹
فصل ۹۰-۱۳۸۹، سومین فصل، حضور باشگاه فوتبال تراکتورسازی تبریز در لیگ برتر فوتبال ایران است که دومین فصل حضور متوالی این تیم در سطح اول فوتبال ایران به حساب می‌آید. این باشگاه همچنین در جام حذفی نیز به رقابت پرداخت.
- تراکتورسازی تبریز با ۷۶۵٫۰۰۰ تماشاگر در طول فصل به عنوان پرتماشاگرترین تیم لیگ انتخاب شد.
- در این فصل تیم تراکتورسازی تبریز با دریافت ۵۲ کارت (۴۸ کارت زرد و ۴ کارت قرمز) با اختلاف یک کارت نسبت به سپاهان در صدر جدول انضباطی لیگ برتر قرار گرفت و عنوان تیم اخلاق را بدست آورد.

## عملکرد

### رقابت‌ها
| رقابت‌ها        | مرحله آغازین | مرحله پایانی / جایگاه | نخستین بازی  | واپسین بازی      |
| -------------- | ------------ | --------------------- | ------------ | ---------------- |
| لیگ برتر ۹۰–۸۹ | —            | پنجم                  | ۵ مرداد ۱۳۸۹ | ۳۰ اردیبهشت ۱۳۹۰ |
| جام حذفی ۹۰–۸۹ | ۱/۱۶ نهایی   | ۱/۴                   | انصراف رقیب  | ۲۲ آذر ۱۳۸۹      |

## جام حذفی ۹۰–۱۳۸۹
| مرحله دوم حذفی | تاریخ برگزاری | تیم میزبان    | نتیجه                | تیم مهمان    | توضیحات                                    |
| -------------- | ------------- | ------------- | -------------------- | ------------ | ------------------------------------------ |
| یک شانزدهم     | ۲۷ مهر, ۱۳۸۹  | تراکتورسازی   | تراکتورسازی صعود کرد | مقاومت سپاسی | مقاومت سپاسی از مسابقات انصراف داد         |
| یک هشتم        | ۳۰ آبان, ۱۳۸۹ | شهرداری تبریز | ۵-۲                  | تراکتورسازی  |                                            |
| یک چهارم       | ۲۲ آذر, ۱۳۸۹  | تراکتورسازی   | ۰-۰ (۵-۴)            | ملوان        | ملوان با حساب ۵-۴ در ضربات پنالتی پیروز شد |

## جدول رده بندی فصل
آخرین به روز رسانی جدول ۶ خرداد ۱۳۹۰
منبع: http://www.varzesh3.com/
نحوه قرار گرفتن در جدول:1st امتیاز؛ 2nd تفاضل گل؛ 3rd گل زده.
# = رتبه در جدول؛ بازی = تعداد بازی؛ برد = بازیهای برده؛ مساوی = بازیهای مساوی؛ باخت = بازیهای باخته؛ زده = گل زده؛ خورده = گل خورده؛ تفاضل = تفاضل گل؛ امتیاز = امتیاز گرفته؛
(ق) = قهرمان؛ (س) = سقوط کرده؛ (ص) = صعود به رده بالاتر؛ (پ) = رفتن به پلی آف؛ (۱/۴) = رفتن به ۱/۴

| قهرمان لیگ برتر فوتبال ایران ۹۰-۸۹ |
| ---------------------------------- |
| سپاهان اصفهان                      |
| سومین قهرمانی                      |

### بازی‌ها
| جدول نتایج تراکتورسازی در نیم فصل اول لیگ برتر ایران فصل ۹۰–۱۳۸۹ | جدول نتایج تراکتورسازی در نیم فصل اول لیگ برتر ایران فصل ۹۰–۱۳۸۹ | جدول نتایج تراکتورسازی در نیم فصل اول لیگ برتر ایران فصل ۹۰–۱۳۸۹ | جدول نتایج تراکتورسازی در نیم فصل اول لیگ برتر ایران فصل ۹۰–۱۳۸۹ | جدول نتایج تراکتورسازی در نیم فصل اول لیگ برتر ایران فصل ۹۰–۱۳۸۹ | جدول نتایج تراکتورسازی در نیم فصل اول لیگ برتر ایران فصل ۹۰–۱۳۸۹ | جدول نتایج تراکتورسازی در نیم فصل اول لیگ برتر ایران فصل ۹۰–۱۳۸۹ |
| هفته                                                             | تیم میزبان                                                       | نتیجه                                                            | تیم مهمان                                                        | استادیوم                                                         | امتیاز                                                           | رتبه                                                             |
| ---------------------------------------------------------------- | ---------------------------------------------------------------- | ---------------------------------------------------------------- | ---------------------------------------------------------------- | ---------------------------------------------------------------- | ---------------------------------------------------------------- | ---------------------------------------------------------------- |
| ۱                                                                | پرسپولیس تهران                                                   | ۱ - ۰                                                            | تراکتورسازی                                                      | آزادی تهران                                                      | ۰                                                                | ۱۸                                                               |
| ۲                                                                | تراکتورسازی                                                      | ۳ - ۱                                                            | راه‌آهن ری                                                        | یادگار امام تبریز                                                | ۳                                                                | ۵                                                                |
| ۳                                                                | شهرداری تبریز                                                    | ۱ - ۱                                                            | تراکتورسازی                                                      | یادگار امام تبریز                                                | ۴                                                                | ۸                                                                |
| ۴                                                                | تراکتورسازی                                                      | ۰ - ۱                                                            | پاس همدان                                                        | یادگار امام تبریز                                                | ۴                                                                | ۱۲                                                               |
| ۵                                                                | شاهین بوشهر                                                      | ۰ - ۰                                                            | تراکتورسازی                                                      | بهشتی بوشهر                                                      | ۵                                                                | ۱۳                                                               |
| ۶                                                                | تراکتورسازی                                                      | ۲ - ۰                                                            | ملوان بندر انزلی                                                 | یادگار امام تبریز                                                | ۸                                                                | ۱۰                                                               |
| ۷                                                                | استیل آذین تهران                                                 | ۰ - ۱                                                            | تراکتورسازی                                                      | تختی تهران                                                       | ۱۱                                                               | ۵                                                                |
| ۸                                                                | تراکتورسازی                                                      | ۱ - ۲                                                            | ذوب آهن اصفهان                                                   | یادگار امام تبریز                                                | ۱۱                                                               | ۸                                                                |
| ۹                                                                | مس کرمان                                                         | ۱ - ۱                                                            | تراکتورسازی                                                      | باهنر کرمان                                                      | ۱۲                                                               | ۹                                                                |
| ۱۰                                                               | تراکتورسازی                                                      | ۳ - ۱                                                            | نفت تهران                                                        | یادگار امام تبریز                                                | ۱۵                                                               | ۶                                                                |
| ۱۱                                                               | فولاد اهواز                                                      | ۱ - ۱                                                            | تراکتورسازی                                                      | تختی اهواز                                                       | ۱۶                                                               | ۷                                                                |
| ۱۲                                                               | تراکتورسازی                                                      | ۱ - ۱                                                            | استقلال تهران                                                    | یادگار امام تبریز                                                | ۱۷                                                               | ۷                                                                |
| ۱۳                                                               | سپاهان اصفهان                                                    | ۱ - ۰                                                            | تراکتورسازی                                                      | فولادشهر اصفهان                                                  | ۱۷                                                               | ۸                                                                |
| ۱۴                                                               | تراکتورسازی                                                      | ۲ - ۱                                                            | پیکان قزوین                                                      | یادگار امام تبریز                                                | ۲۰                                                               | ۷                                                                |
| ۱۵                                                               | صبای قم                                                          | ۰ - ۰                                                            | تراکتورسازی                                                      | یادگار امام قم                                                   | ۲۱                                                               | ۷                                                                |
| ۱۶                                                               | سایپا کرج                                                        | ۱ - ۱                                                            | تراکتورسازی                                                      | انقلاب کرج                                                       | ۲۲                                                               | ۷                                                                |
| ۱۷                                                               | تراکتورسازی                                                      | ۳ - ۱                                                            | نفت آبادان                                                       | یادگار امام تبریز                                                | ۲۵                                                               | ۶                                                                |
| تعداد بازی‌های نیم فصل اول                                        | تعداد بازی‌های نیم فصل اول                                        | تعداد بازی‌های نیم فصل اول                                        | تعداد بازی‌های نیم فصل اول                                        | تعداد بازی‌های نیم فصل اول                                        | تعداد بازی‌های نیم فصل اول                                        | ۱۷                                                               |
| تعداد بردهای نیم فصل اول                                         | تعداد بردهای نیم فصل اول                                         | تعداد بردهای نیم فصل اول                                         | تعداد بردهای نیم فصل اول                                         | تعداد بردهای نیم فصل اول                                         | تعداد بردهای نیم فصل اول                                         | ۶                                                                |
| تعداد تساوی‌های نیم فصل اول                                       | تعداد تساوی‌های نیم فصل اول                                       | تعداد تساوی‌های نیم فصل اول                                       | تعداد تساوی‌های نیم فصل اول                                       | تعداد تساوی‌های نیم فصل اول                                       | تعداد تساوی‌های نیم فصل اول                                       | ۷                                                                |
| تعداد باخت‌های نیم فصل اول                                        | تعداد باخت‌های نیم فصل اول                                        | تعداد باخت‌های نیم فصل اول                                        | تعداد باخت‌های نیم فصل اول                                        | تعداد باخت‌های نیم فصل اول                                        | تعداد باخت‌های نیم فصل اول                                        | ۴                                                                |
| تعداد گل زده در نیم فصل اول                                      | تعداد گل زده در نیم فصل اول                                      | تعداد گل زده در نیم فصل اول                                      | تعداد گل زده در نیم فصل اول                                      | تعداد گل زده در نیم فصل اول                                      | تعداد گل زده در نیم فصل اول                                      | ۲۰                                                               |
| تعداد گل خورده در نیم فصل اول                                    | تعداد گل خورده در نیم فصل اول                                    | تعداد گل خورده در نیم فصل اول                                    | تعداد گل خورده در نیم فصل اول                                    | تعداد گل خورده در نیم فصل اول                                    | تعداد گل خورده در نیم فصل اول                                    | ۱۴                                                               |
| تفاضل گل نیم فصل اول                                             | تفاضل گل نیم فصل اول                                             | تفاضل گل نیم فصل اول                                             | تفاضل گل نیم فصل اول                                             | تفاضل گل نیم فصل اول                                             | تفاضل گل نیم فصل اول                                             | ۶+                                                               |
| امتیاز نیم فصل اول                                               | امتیاز نیم فصل اول                                               | امتیاز نیم فصل اول                                               | امتیاز نیم فصل اول                                               | امتیاز نیم فصل اول                                               | امتیاز نیم فصل اول                                               | ۲۵                                                               |
| رتبه نیم فصل                                                     | رتبه نیم فصل                                                     | رتبه نیم فصل                                                     | رتبه نیم فصل                                                     | رتبه نیم فصل                                                     | رتبه نیم فصل                                                     | ۶                                                                |

| جدول نتایج تراکتورسازی در نیم فصل دوم لیگ برتر ایران فصل ۹۰–۱۳۸۹ | جدول نتایج تراکتورسازی در نیم فصل دوم لیگ برتر ایران فصل ۹۰–۱۳۸۹ | جدول نتایج تراکتورسازی در نیم فصل دوم لیگ برتر ایران فصل ۹۰–۱۳۸۹ | جدول نتایج تراکتورسازی در نیم فصل دوم لیگ برتر ایران فصل ۹۰–۱۳۸۹ | جدول نتایج تراکتورسازی در نیم فصل دوم لیگ برتر ایران فصل ۹۰–۱۳۸۹ | جدول نتایج تراکتورسازی در نیم فصل دوم لیگ برتر ایران فصل ۹۰–۱۳۸۹ | جدول نتایج تراکتورسازی در نیم فصل دوم لیگ برتر ایران فصل ۹۰–۱۳۸۹ |
| هفته                                                             | تیم میزبان                                                       | نتیجه                                                            | تیم مهمان                                                        | استادیوم                                                         | امتیاز                                                           | رتبه                                                             |
| ---------------------------------------------------------------- | ---------------------------------------------------------------- | ---------------------------------------------------------------- | ---------------------------------------------------------------- | ---------------------------------------------------------------- | ---------------------------------------------------------------- | ---------------------------------------------------------------- |
| ۱۸                                                               | تراکتورسازی                                                      | ۱ - ۰                                                            | پرسپولیس تهران                                                   | یادگار امام تبریز                                                | ۲۸                                                               | ۵                                                                |
| ۱۹                                                               | راه‌آهن ری                                                        | ۰ - ۱                                                            | تراکتورسازی                                                      | اکباتان تهران                                                    | ۳۱                                                               | ۵                                                                |
| ۲۰                                                               | تراکتورسازی                                                      | ۱ - ۰                                                            | شهرداری تبریز                                                    | یادگار امام تبریز                                                | ۳۴                                                               | ۴                                                                |
| ۲۱                                                               | پاس همدان                                                        | ۰ - ۰                                                            | تراکتورسازی                                                      | همدان                                                            | ۳۵                                                               | ۴                                                                |
| ۲۲                                                               | تراکتورسازی                                                      | ۲ - ۱                                                            | شاهین بوشهر                                                      | یادگار امام تبریز                                                | ۳۸                                                               | ۴                                                                |
| ۲۳                                                               | ملوان بندر انزلی                                                 | ۲ - ۰                                                            | تراکتورسازی                                                      | تختی انزلی                                                       | ۳۸                                                               | ۴                                                                |
| ۲۴                                                               | تراکتورسازی                                                      | ۳ - ۰                                                            | استیل آذین تهران                                                 | یادگار امام تبریز                                                | ۴۱                                                               | ۴                                                                |
| ۲۵                                                               | ذوب آهن اصفهان                                                   | ۰ - ۰                                                            | تراکتورسازی                                                      | فولادشهر اصفهان                                                  | ۴۲                                                               | ۵                                                                |
| ۲۶                                                               | تراکتورسازی                                                      | ۱ - ۰                                                            | مس کرمان                                                         | یادگار امام تبریز                                                | ۴۵                                                               | ۴                                                                |
| ۲۷                                                               | نفت تهران                                                        | ۱ - ۱                                                            | تراکتورسازی                                                      | دستگردی تهران                                                    | ۴۶                                                               | ۴                                                                |
| ۲۸                                                               | تراکتورسازی                                                      | ۱ - ۱                                                            | فولاد اهواز                                                      | یادگار امام تبریز                                                | ۴۷                                                               | ۴                                                                |
| ۲۹                                                               | استقلال تهران                                                    | ۱ - ۲                                                            | تراکتورسازی                                                      | آزادی تهران                                                      | ۵۰                                                               | ۴                                                                |
| ۳۰                                                               | تراکتورسازی                                                      | ۱ - ۳                                                            | سپاهان اصفهان                                                    | یادگار امام تبریز                                                | ۵۰                                                               | ۴                                                                |
| ۳۱                                                               | پیکان قزوین                                                      | ۱ - ۲                                                            | تراکتورسازی                                                      | رجایی قزوین                                                      | ۵۳                                                               | ۴                                                                |
| ۳۲                                                               | تراکتورسازی                                                      | ۱ - ۲                                                            | صبای قم                                                          | یادگار امام تبریز                                                | ۵۳                                                               | ۵                                                                |
| ۳۳                                                               | تراکتورسازی                                                      | ۲ - ۲                                                            | سایپا کرج                                                        | یادگار امام تبریز                                                | ۵۴                                                               | ۵                                                                |
| ۳۴                                                               | نفت آبادان                                                       | ۱ - ۳                                                            | تراکتورسازی                                                      | تختی آبادان                                                      | ۵۷                                                               | ۵                                                                |
| تعداد بازی‌های نیم فصل دوم                                        | تعداد بازی‌های نیم فصل دوم                                        | تعداد بازی‌های نیم فصل دوم                                        | تعداد بازی‌های نیم فصل دوم                                        | تعداد بازی‌های نیم فصل دوم                                        | تعداد بازی‌های نیم فصل دوم                                        | ۱۷                                                               |
| تعداد بردهای نیم فصل دوم                                         | تعداد بردهای نیم فصل دوم                                         | تعداد بردهای نیم فصل دوم                                         | تعداد بردهای نیم فصل دوم                                         | تعداد بردهای نیم فصل دوم                                         | تعداد بردهای نیم فصل دوم                                         | ۹                                                                |
| تعداد تساوی‌های نیم فصل دوم                                       | تعداد تساوی‌های نیم فصل دوم                                       | تعداد تساوی‌های نیم فصل دوم                                       | تعداد تساوی‌های نیم فصل دوم                                       | تعداد تساوی‌های نیم فصل دوم                                       | تعداد تساوی‌های نیم فصل دوم                                       | ۵                                                                |
| تعداد باخت‌های نیم فصل دوم                                        | تعداد باخت‌های نیم فصل دوم                                        | تعداد باخت‌های نیم فصل دوم                                        | تعداد باخت‌های نیم فصل دوم                                        | تعداد باخت‌های نیم فصل دوم                                        | تعداد باخت‌های نیم فصل دوم                                        | ۳                                                                |
| تعداد گل زده در نیم فصل دوم                                      | تعداد گل زده در نیم فصل دوم                                      | تعداد گل زده در نیم فصل دوم                                      | تعداد گل زده در نیم فصل دوم                                      | تعداد گل زده در نیم فصل دوم                                      | تعداد گل زده در نیم فصل دوم                                      | ۲۲                                                               |
| تعداد گل خورده در نیم فصل دوم                                    | تعداد گل خورده در نیم فصل دوم                                    | تعداد گل خورده در نیم فصل دوم                                    | تعداد گل خورده در نیم فصل دوم                                    | تعداد گل خورده در نیم فصل دوم                                    | تعداد گل خورده در نیم فصل دوم                                    | ۱۵                                                               |
| تفاضل گل نیم فصل دوم                                             | تفاضل گل نیم فصل دوم                                             | تفاضل گل نیم فصل دوم                                             | تفاضل گل نیم فصل دوم                                             | تفاضل گل نیم فصل دوم                                             | تفاضل گل نیم فصل دوم                                             | ۷+                                                               |
| امتیاز نیم فصل دوم                                               | امتیاز نیم فصل دوم                                               | امتیاز نیم فصل دوم                                               | امتیاز نیم فصل دوم                                               | امتیاز نیم فصل دوم                                               | امتیاز نیم فصل دوم                                               | ۳۲                                                               |
| رتبه پایان فصل                                                   | رتبه پایان فصل                                                   | رتبه پایان فصل                                                   | رتبه پایان فصل                                                   | رتبه پایان فصل                                                   | رتبه پایان فصل                                                   | ۵                                                                |

## آمار نتایج فصل
| نیم فصل | تعداد بازی | برد | تساوی | باخت | گل زده | گل خورده | تفاضل گل | امتیاز | رتبه |
| ------- | ---------- | --- | ----- | ---- | ------ | -------- | -------- | ------ | ---- |
| اول     | ۱۷         | ۶   | ۷     | ۴    | ۲۰     | ۱۴       | ۶+       | ۲۵     | ۶    |
| دوم     | ۱۷         | ۹   | ۵     | ۳    | ۲۲     | ۱۵       | ۷+       | ۳۲     | ۵    |
| کل      | ۳۴         | ۱۵  | ۱۲    | ۷    | ۴۲     | ۲۹       | ۱۳+      | ۵۷     | ۵    |

## آمار بازیکنان

### کاپیتان
- محمد نصرتی

### گلزنان
- علی علی‌زاده با ۹ گل در رتبه ۱۳ جدول گلزنان این دوره لیگ برتر قرار گرفت.

### پاس گل
- کرار جاسم با ۶ پاس گل در رتبه ۳ جدول پاس گل این دوره لیگ برتر قرار گرفت.
- محمد ابراهیمی با ۵ پاس گل در رتبه ۹ جدول پاس گل این دوره لیگ برتر قرار گرفت

### بیشترین بازی
- مرتضی اسدی با ۳۴ بازی برای باشگاه تراکتورسازی در رتبه ۱ جدول بیشترین بازی در این دوره لیگ برتر قرار گرفت.
- محمد نصرتی با ۳۳ بازی برای باشگاه تراکتورسازی در رتبه ۴ جدول بیشترین بازی در این دوره لیگ برتر قرار گرفت.